# The Supremes
The Supremes fue un grupo de música pop y soul estadounidense de los años 1960 y 1970, formado exclusivamente por chicas afroamericanas, que interpretó canciones de distintos géneros musicales, desde el doo wop a la psicodelia y la música disco. Se formó en 1961 en la ciudad de Detroit.
Sus primeras integrantes fueron Florence Ballard, fundadora del grupo; su amiga Mary Wilson y una compañera del coro de la iglesia de esta última, Diana Ross. Es la agrupación vocal femenina de mayor éxito en la historia de la música popular de Estados Unidos y uno de los mejores de la historia. Durante la llamada beatlemanía, fue el único grupo estadounidense que obtuvo numerosos éxitos sucesivos, al igual que el cuarteto británico.
La alineación más exitosa del grupo (Ross - Ballard - Wilson) fue elegida por la revista Rolling Stone como el artista no. 96 de su lista de los mejores 100 artistas de todos los tiempos.

## Carrera

### Orígenes
Florence Ballard nació en Detroit el 30 de junio de 1943. Conoció a Mary Wilson (nacida en Greenville, Misisipi, el 6 de marzo de 1944) y formaron el grupo The Primettes. Para el conjunto reclutaron a una joven cantante y amiga de colegio de ambas, Diana Ross (nacida el 26 de marzo de 1944 en Míchigan) y con Betty McGlown se completó la agrupación. El nombre del cuarteto era un homenaje al grupo The Primes, trío masculino en el que Ballard llegó a colaborar y que luego derivaría en el cuarteto The Temptations.
McGlown abandonó el grupo en 1960 y fue sustituida por Barbara Martin. Ese mismo año esta formación grabó el sencillo "Tears of Sorrow" en la compañía Lupine. 

### Primeros años
En 1961, al firmar con Motown, Ballard escogió el nuevo nombre con el que el grupo alcanzaría la celebridad, The Supremes, y, al año siguiente, Martin dejó la formación, convirtiéndose así en un trío.
Las primeras grabaciones del grupo para el sello Motown fueron mucho más que una sucesión de temas orientados dentro del girl group o el pop soul. Aunque la solista original era Ballard, Ross fue seleccionada como cantante principal del trío, lo cual ocasionó disputas en el grupo, ya que en algunos momentos también Wilson hizo de voz principal. Tras varios singles sin repercusión, a finales de 1963 llegó su primer Top 40, con el tema When the Lovelight Starts Shining Through His Eyes.

### Éxito
Berry Gordy, creador de la compañía Motown, volcó mucha de su atención en el trío, y finalmente en 1964 consiguió que Where Did Our Love Go se convirtiera en un número uno. El tema estaba escrito por Holland-Dozier-Holland, y se convirtió en el patrón a seguir en varios de sus siguientes números 1 durante 1964 y 1965: Baby Love, Stop! In the Name of Love, Come See About Me y Back in My Arms Again. Con unas coreografías estilizadas junto con un estilo muy visual, triunfaron en las televisiones y conciertos en directo. El trío de músicos Holland-Dozier-Holland produjo y escribió los temas del grupo hasta finales de 1967.
Después de 1965, ya no todos sus éxitos subían directos a lo más alto de las listas, pero seguían interesando al público. Otro de sus éxitos en esta época fueron You Can't Hurry Love, You Keep Me Hangin' On y The Happening.  
Durante esta etapa muchas estrellas de Motown se quejaron de la atención que Berry Gordy daba a Diana Ross. Entre los motivos del descontento estaban que Diana trabajaba de secretaria en la disquera desde 1961 y que había comenzado un romance con Gordy. De ellas, Martha Reeves fue una de las que más minimizó el trabajo de Diana Ross, dando importancia a las otras dos componentes del grupo. De hecho Gordy impuso a Diana como voz solista en el grupo, lo que generó malestar entre sus compañeras. A mediados de 1967 Florence Ballard es expulsada del grupo por Gordy y sustituida por Cindy Birdsong, componente de Patti LaBelle and the Bluebelles.

### Diana Ross & The Supremes

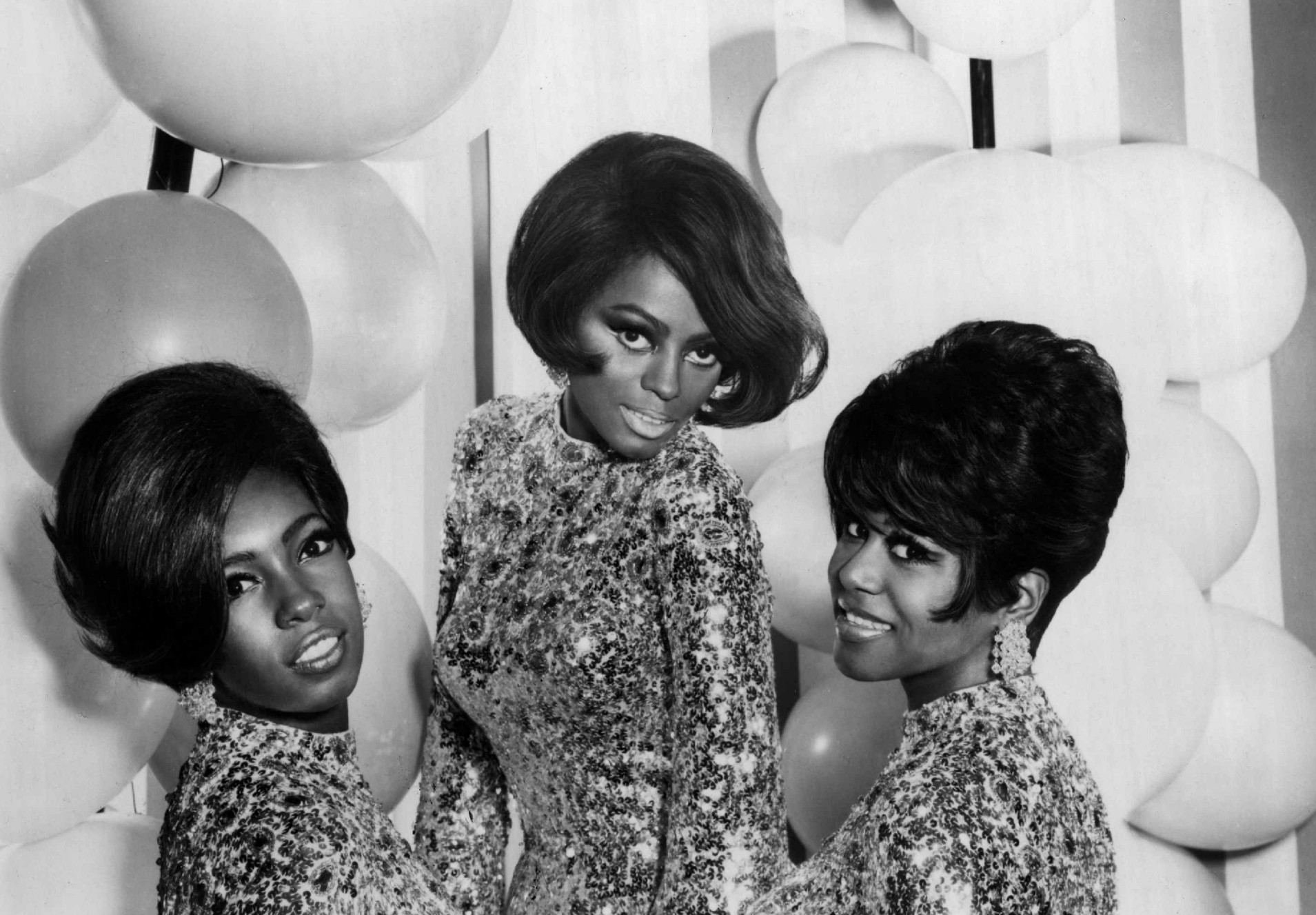
Diana Ross & The Supremes en 1967.

Tras la expulsión de Florence Ballard, el grupo pasó a llamarse Diana Ross & The Supremes, por imposición de Gordy. En 1967 introdujeron a su música ciertas influencias psicodélicas, que se pueden ver en Reflections, dando al grupo nuevamente fama. Pero en esta etapa solamente se podía observar a Diana Ross ya que incluso las otras dos componentes ni siquiera apenas aparecían en algunos temas como Love Child y Someday We'll Be Together. 

### Salida de Diana Ross

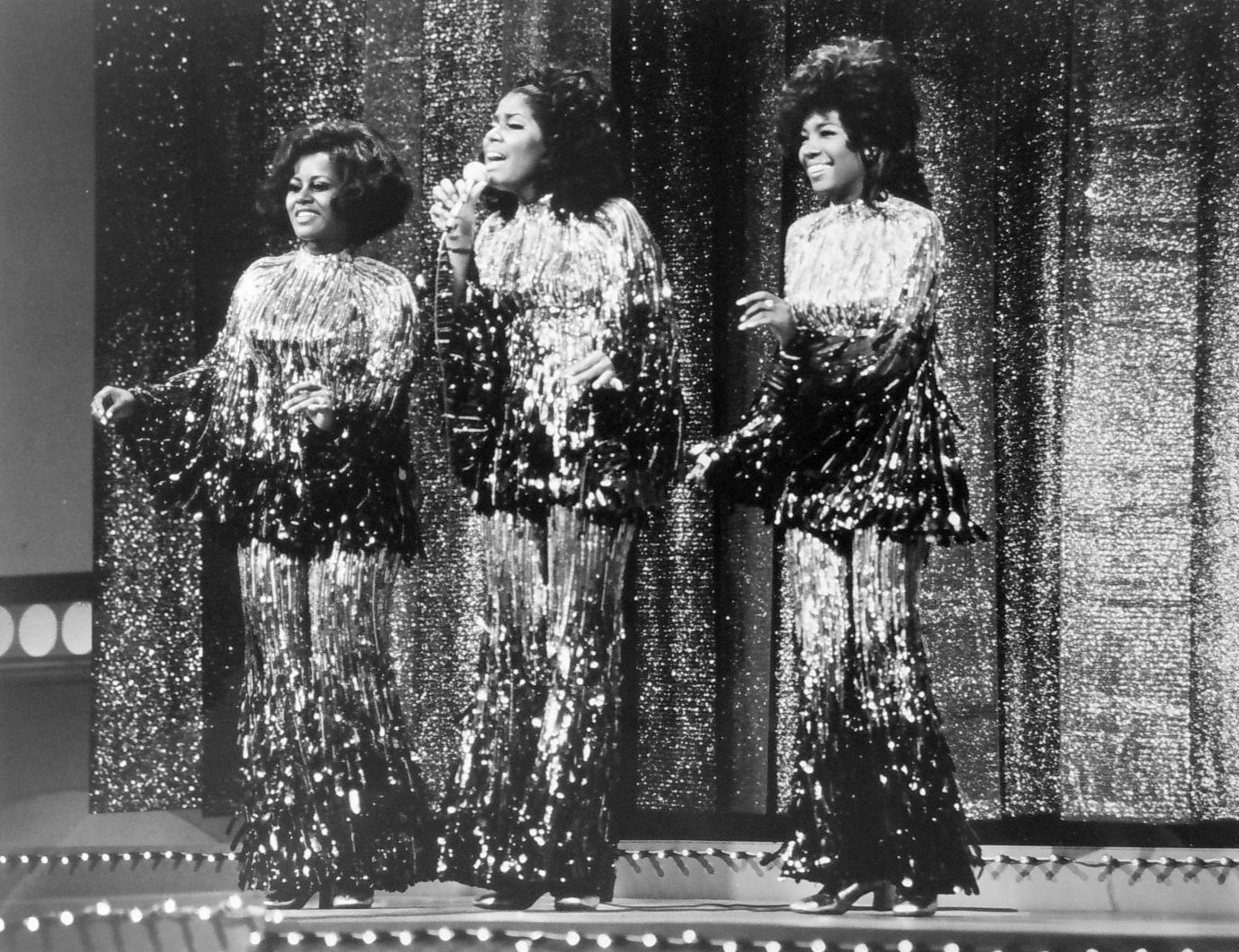
The Supremes en 1970.

En noviembre de 1969 Diana Ross empezó su carrera en solitario, siendo su última actuación con el grupo en enero de 1970 en Las Vegas, siendo reemplazada por Jean Terrel. 
Florence Ballard intentó hacer carrera solista, pero sus discos no lograron el éxito esperado. Ballard terminó retirándose y murió de un ataque cardiaco en 1976. 
El grupo se mantuvo hasta 1977 con éxitos como Up The Ladder To The Roof, Stoned Love, Nathan Jones y una colaboración junto a The Four Tops: River Deep, Mountain High (canción que anteriormente grabara Tina Turner con el controvertido productor Phil Spector). En esta última época pasaron por Las Supremes nuevas componentes, Lynda Laurence, Scherrie Payne y Susaye Greene; la única componente original que se mantuvo hasta el fin del grupo fue Mary Wilson.

### Final
El 4 de marzo del 2020 falleció Barbara Martin a los 76 años.
El 8 de febrero de 2021 falleció Mary Wilson, miembro fundadora y la única que permaneció durante todos sus años en el grupo, a los 76 años.

### Legado
Las grabaciones de The Supremes, con o sin Diana Ross, continúan gozando de gran popularidad y son reeditadas constantemente. En 1998 fueron incluidas en el Salón de la Fama de los Grupos Vocales.

## Integrantes
Miembros del grupo por período
- Florence Ballard (1959 - 1967)
- Mary Wilson (1959 - 1977)
- Diana Ross (1959 - 1970)
- Barbara Martin (1960 - 1961)

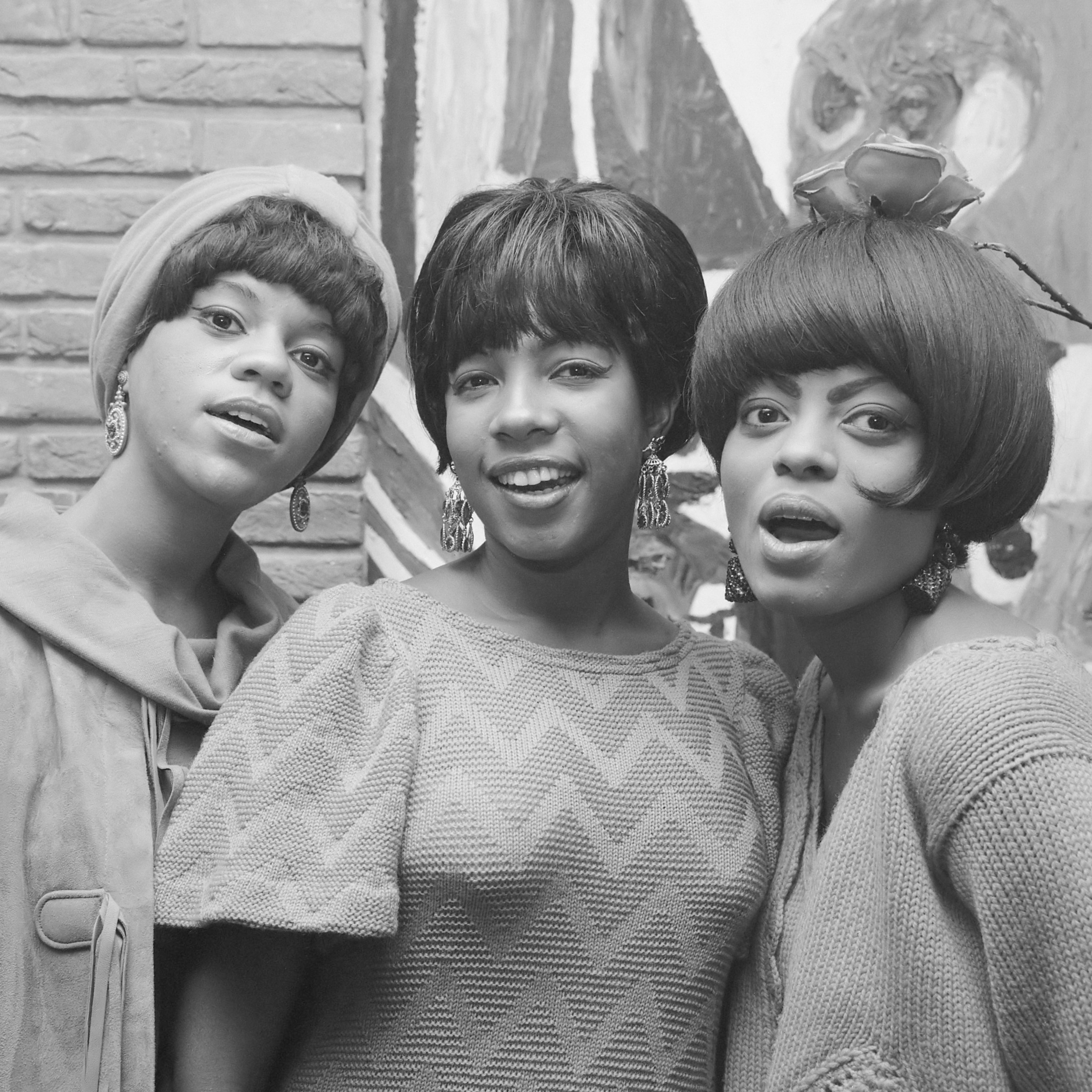
Miembros originales del grupo musical (1965).

- Cindy Birdsong (1967 - 1972, 1973 - 1976)
- Jean Terrell (1970 - 1973)
- Lynda Laurence (1972 - 1973)
- Scherrie Payne (1973 - 1976)
- Susaye Greene (1976 - 1977)

## Discografía

### Sencillos exitosos
| Año   | Título                                             | US Top 10 | UK Top 10 |
| ----- | -------------------------------------------------- | --------- | --------- |
| 1964: | "Where Did Our Love Go"                            | 1         | 3         |
| 1964: | "Baby Love"                                        | 1         | 1         |
| 1964: | "Come See About Me"                                | 1         | 27        |
| 1965: | "Stop! In the Name of Love"                        | 1         | 7         |
| 1965: | "Back in My Arms Again"                            | 1         | 40        |
| 1965: | "I Hear a Symphony"                                | 1         | 39        |
| 1965: | "My World Is Empty Without You"                    | 5         | -         |
| 1966: | "Love Is Like an Itching In My Heart"              | 9         | -         |
| 1966: | "You Can't Hurry Love"                             | 1         | 3         |
| 1966: | "You Keep Me Hangin' On"                           | 1         | 8         |
| 1967: | "Love is Here and Now You're Gone"                 | 1         | 17        |
| 1967: | "The Happening"                                    | 1         | 6         |
| 1967: | "Reflections"                                      | 2         | 5         |
| 1967: | "In and Out of Love"                               | 9         | 13        |
| 1968: | "Love Child"                                       | 1         | 15        |
| 1968: | "I'm Gonna Make You Love Me" (con The Temptations) | 2         | 3         |
| 1969: | "I'm Livin' in Shame"                              | 10        | 14        |
| 1969: | "Someday We'll Be Together"                        | 1         | 13        |
| 1970: | "Up the Ladder to the Roof"                        | 10        | 6         |
| 1970: | "Stoned Love"                                      | 7         | 3         |
| 1971: | "Nathan Jones"                                     | -         | 5         |
| 1972: | "Floy Joy"                                         | -         | 9         |
| 1972: | "Automatically Sunshine"                           | -         | 10        |

### Álbumes
The Supremes
- Meet The Supremes (1963)
- Where Did Our Love Go? (1964)
- A Bit of Liverpool (1964)
- The Supremes Sing Country Western & Pop (1965)
- We Remember Sam Cooke (1965)
- More Hits by The Supremes (1965)
- At the Copa (1965)
- Merry Christmas (1965)
- I Hear a Symphony (1966)
- The Supremes A' Go-Go (1966)
- Sing Holland-Dozier-Holland (1967)
- The Supremes Sing Rodgers & Hart (1967)love

Diana Ross & The Supremes
- Reflections (1968)
- Funny Girl (1968)
- Diana Ross & The Supremes Join The Temptations (1968)
- Live at London's Talk of the Town (1968)
- Love Child (1968)
- T.C.B. (1968)
- Let the Sunshine In (1969)
- Together (1969)
- Cream of the Crop (1969)
- On Broadway (1969)
- Farewell! (1970)

The Supremes
- Right On] (1970)
- The Magnificent 7 (1970)
- New Ways But Love Stays (1970)
- The Return of the Magnificent Seven (1971)
- Touch (1971)
- Dynamite (1971)
- Floy Joy (1972)
- The Supremes Arranged and Produced by Jimmy Webb (1972)
- The Supremes (1975)
- High Energy (1976)
- Mary, Scherrie and Susaye (1976)